# مسابقه (فیلم ۲۰۱۶)
مسابقه (انگلیسی: Race) یک فیلم درام، ورزشی و زندگی‌نامه‌ای محصول سال ۲۰۱۶ درباره ورزشکار آفریقایی-آمریکایی جسی اونز است که در بازی‌های المپیک تابستانی ۱۹۳۶ برلین موفق به کسب چهار مدال طلا شد. این فیلم به کارگردانی استیون هاپکینز، با بازی استفان جیمز در نقش جسی اونز و جیسون سودیکیس، جرمی آیرونز، ویلیام هرت و کریس ون هوتن در این فیلم نقش آفرینی می‌کنند. این محصول مشترک کانادا، آلمان و فرانسه است.
فیلمبرداری در ۲۴ ژوئیهٔ ۲۰۱۴ در مونترال، کانادا آغاز شد. این فیلم یک موفقیت تجاری بود و نقدهای متفاوت تا مثبتی دریافت کرد و چهار جایزه سینمای کانادا از جمله بهترین بازیگر مرد برای استفان جیمز را از آن خود کرد.